# Filosofía japonesa

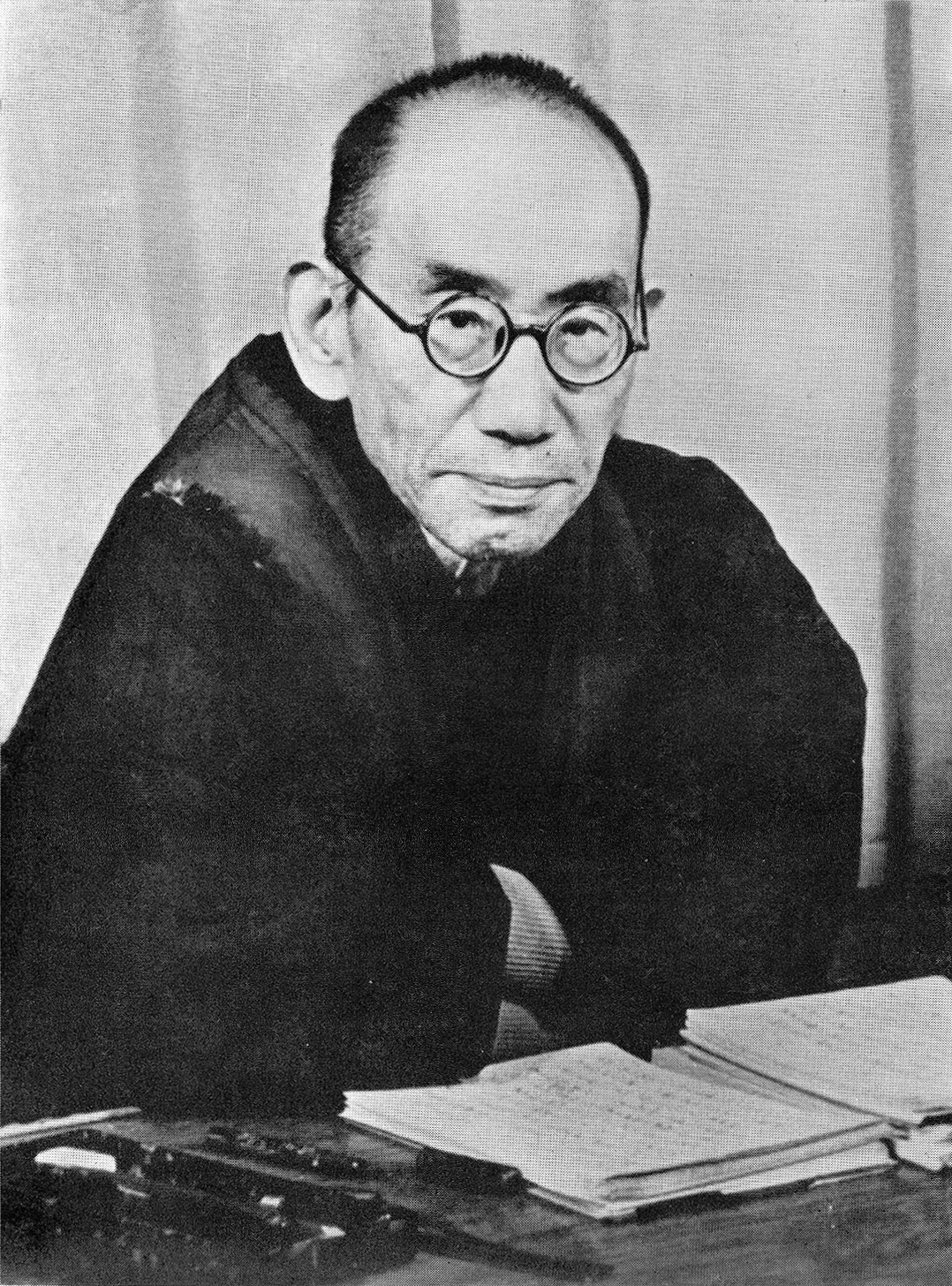
Kitarō Nishida, profesor de la Universidad de Kioto, considerado como el precursor de la Escuela de Kioto.

La filosofía japonesa es la descripción de la filosofía oriental que se origina a partir del desarrollo cultural de Japón, a través del proceso religioso e histórico que surgió del pensamiento chino, manteniéndose hasta el período Heian, del cual se inicia el pensamiento japonés y al igual que el primero, se orienta a los asuntos de sabiduría práctica.
El pensamiento japonés moderno se desarrolló bajo fuertes influencias occidentales, como el estudio de las ciencias occidentales (llamado «Rangaku») y la sociedad intelectual modernista Meirokusha, que se inspiró en el pensamiento europeo. El siglo XX vio el surgimiento del sintoísmo estatal y también el nacionalismo japonés. La Escuela de Kioto, una influyente escuela filosófica japonesa, surgió también influenciada por la fenomenología occidental y la filosofía budista japonesa medieval.

## Religión, mitología y filosofía
En el momento de los inicios de la era japonesa (siglos III-IV), el carácter del origen filosófico se deriva de las creencias animistas y chamánicas en el surgimiento del sintoísmo, el cual con el tiempo se sistematizará de un modo doctrinal hacia la ritualización y los dioses.
Con la llegada de la influencia cultural china y coreana (siglo V) surge además el estudio de la historia japonesa, y el pensamiento filosófico queda supeditado a la mitología y a las creencias sintoístas como lo demuestra en los textos del Kojiki (Crónica de las cosas antiguas, del año 712) y del Nihon shoki (Crónica de Japón, del año 720) del cual nos marca un estatus de historia y política que marca el componente literario japonés.
Para reforzar el poder imperial del emperador (tennō) se hace explícito el fundamento de la doctrina imperial, en el cual se daba el poder divino y el principio del estado. Al llegar el confucionismo a Japón, se reforzó esta creencia gracias a los puntos capitales que ofrecía como el predominio celestial sobre lo terrenal, la piedad filial y las virtudes cardinales.
Con respecto al taoísmo tuvo poca atención pese a que algunas de sus características fueron asimilándose con el tiempo al sintoísmo, al confucionismo y sobre todo al budismo zen.
Fue precisamente con el budismo, la que marcaría junto al shinto, la influencia decisiva de la formación filosófica japonesa, manteniendo su correspondencia entre las divinidades de ambas religiones, predominando la corriente budista mahāyāna y su fusión con la parte tántrica.

## Antigüedad budista (710-1185)
Las eras Nara (710-794) y Heian fueron las más propicias para el desarrollo del budismo y su función sincrética con el shinto, que fue impulsada desde la época del príncipe Shotoku, por la que prospera la influencia china en Japón hasta el siglo XII, sobre todo en el predominio de las sectas de Nara y el influjo de la Escuela Budista del Tiantai (Tendaishū). Es ahí donde se introduce la parte esotérica, aunque se muestran los ideales del budismo de salvación a través del estudio y la adoración del Buda Amidala y su formación como secta (amidismo). Además, el Tendaishū se caracterizó por su valioso aporte cultural en el periodo Heian.

## Edad Media (1185-1603)
Las guerras que sacudieron a Japón fueron propicias no sólo en el predominio budista entre el pueblo, sino también en la sistematización del sintoísmo y, así mismo, se logra cada vez más la infiltración de las ideas confucianas en las cortes. Partiendo de ello, el Tendai y el amidismo se separan en profundas reformas y descisiones que conducen al surgimiento del jodo shinsu (la ‘verdadera tierra pura’) dentro del predominio religioso y soteriológico, dentro del aporte de Nichien y su combate a la herejía en el budismo.
Es ahí donde surge el fondo común, propugnado por el zen, que logra dar las bases filosóficas, culturales y cortesanas. Además, plantean el retorno de la meditación y el monasticismo, el despertar y transmitir del conocimiento de la desconfianza al pensamiento discursivo y la experiencia de la «no permanencia». Posteriormente el rinzai (corriente budista de ideas esotéricas y confucianas) proporciona prosperidad artística y literaria a la naciente cultura japonesa que hoy conocemos y continuó la autonegación de cualquier forma de práctica intelectual.
En tanto, el sintoísmo empezó a esquematizar su doctrina partiendo de su reacción al budismo por parte de las familias sacerdotales, del cual se inician la redacción de los textos canónicos en los que se recogen los elementos de las religiones filosóficas chinas, el holismo y las creencias budistas añadiendo un panteísmo vital y optimista, proporcionando una base teórica nacionalista.
El pensamiento histórico ya viene planteado con el conocimiento de los hechos basados en un análisis entre lo sagrado y lo pragmático como el del abad Jien y de Kitabatake Chikafusa, del cual muestran un significado de realismo político en adaptación al sintoísmo. En el aspecto estético, ya se dan nociones de un lugar preponderante en la sociedad japonesa a través de un difícil misterio de belleza lleno de refinamiento, discreto y sutil.

## Periodo Tokugawa (1603-1868)

### Confucionismo y cristianismo
Con la llegada al poder unificador de los shōgun Tokugawa, se da cada vez más la influencia de las culturas china y europea, y con ello el budismo pierde el favor de las élites a causa de su poco dinamismo y de su corrupción sacerdotal. Aunque el Zen logra ganar cada vez más prosélitos entre el pueblo y a la vez destierra el esoterismo, el sintoísmo aún goza de favorabilidad en donde vuelve a la adoración a los dioses principales.
Es entonces cuando llega el poder del confucionismo con un dominio claro en la escuela ortodoxa de Zhu Xi, cuestionando los viejos valores cosmológicos, morales y humanos. También surgen escuelas como el de Yamazaki Anzai y la escuela de Mito.
No obstante, el sintoísmo conserva una actitud reticentemente nacionalista haciendo combinar un realismo burocrático del Shogun con el idealismo del Tenno, dando lugar a la conservación del régimen feudal dentro de un estado centralizado. Con el confuciano Hayashi Razan añade la virtud de la fidelidad, el principio de autoridad en un estado legalmente constituido e imponiendo las ideas fundamentales del bushidō.
En cuanto al cristianismo, si bien esta religión admiraba ciertas cosas de la cultura y filosofía japonesas, no logra calar dentro del pensamiento japonés a causa de su posicionamiento doctrinal que difícilmente concilia ideas espirituales como la existencia de Dios. Uno de sus representantes Fabián Fukansai (antiguo monje zen y después cristiano apóstata) mantuvo esta idea hasta su renuncia a la fe cristiana. Con el tiempo se tomaron ciertas influencias con Gennai Hiraga, Kōkan Shiba, Toshiagi Honda, Genpaku Sugita y Baien Miura.

### Concepciones diferentes del confucionismo
En el confucionismo de la escuela Wang Yangming, se dio a conocer el debilitamiento de los marcos políticos, sociales e intelectuales cuya única solución era ir recurriendo a la autonomía personal de la que el conocimiento se daría de manera a priori. Con Nakae Tōju, y más tarde con su discípulo Kumazawa Banzan, se confeccionan las creencias sintoistas con las budistas, sobre todo en el despertar del yo. Ya a partir de los siglos XVII y XVIII se hace énfasis a la crítica seria del espíritu del neoconfucianismo, basado en el modelo de la erudición, lo cual trajo la rehabilitación de las emociones y sentimientos con un modo de renovación sin precedentes. Además, los confucianistas aportan los cambios a nivel de la cultura, lo que lleva a replantearse en la Escuela de Estudios Antiguos entre cuyos representantes están Ho Jinsai, Yamaga Soko y Ogyu Sorai.
Es dentro del mismo periodo histórico en el que se lleva a cabo la concepción del trabajo en formas más desinteresadas y que contribuyeron con el desarrollo armónico de las relaciones entre el hombre, el universo y la sociedad como en el caso del bushidō (‘camino del guerrero’), expuestas por el propio Soko y luego por Daidoji Yazan y Yamato Tsunetomo. También surgen otras clases de relación como la de las virtudes del comerciante y sus beneficios (planteadas por Sumimoto Satamo y Mitsui Takafusa) y la del agricultor (Ninomiya Suntaku).

### Desarrollo científico y otras concepciones no confucionistas
Si bien el desarrollo científico japonés estuvo influido por las ideas cosmológicas, esotéricas y espirituales tanto en el caso de la medicina y la astronomía; fue a partir de 1720 cuando empiezan los estudios basados en los textos que importaban de los neerlandeses y se comenzó a equilibrar el pensamiento tradicional con la investigación científica moderna a través de la corriente rangaku. Con la decadencia del periodo Edo, se realizaron algunos análisis de valor histórico y filológico del conocimiento antiguo como lo fue en el caso de Tominaga Nakamoto.
Con Ando Shoeki y Yamagata Banto se definieron las concepciones del materialismo ateo y la igualdad utópica de la sociedad, lo cual lograría romper con la estructura confucionista de la misma y a la cual le seguirían Minagawa Kien, Hiraga Gensai, y Kamada Ryukyu. Por su parte, el pensamiento nacionalista alcanzó su punto álgido con la Escuela de los Estudios Nacionales (Kokugaku), preconizando la purificación del Sintoísmo de sus influencias foráneas y retomando las orientaciones de la Escuela de Estudios Antiguos. Además plantea la confrontación con el pensamiento chino. Las presencias más notables fueron las de Motoori Norinaga, Ueda Akinari y Hirata Atsutane.
Con la apertura de Japón en 1853, ya se plantearon: la cuestión intelectual de la cultura occidental y la modernización del país.

## Periodo imperial (1868-1945)
A pesar de la imposición de la política modernizadora en Japón, ya se había abonado el terreno en los años anteriores con la modernización de la ciencia y el pensamiento japonés gracias a los limitados contactos con Occidente. A partir de la Era Meiji las ideas tradicionales empezaron a perder su calidad ideológica en las doctrinas budistas y confucianistas, dándole el triunfo al «sintoísmo de la corriente pura».
Sobre el surgimiento de las ideas neotradicionalistas, estas fueron la clara respuesta al proceso modernista que imperaba en la época y sobre todo a la abolición del feudalismo medieval que florecía en el país. Además de la introducción de las filosofías del utilitarismo y del positivismo, también se ponían en la práctica las ideas materialistas, las de la Ilustración europea y sobre todo el marxismo como idea humanista y también como principio político de la formación del pensamiento democrático japonés.
Los representantes de la corriente neotradicional, del cual destaca la síntesis del pensamiento oriental, del existencialismo idealista-poskantiano y de la fenomenología y que retoman la identidad budista del samsara en la que se preconizan los enfrentamientos entre los opuestos (materia y espíritu), formuladas por Inoue Tetsujiro (pionero del estudio universitario confucionista) y Miyake Setsurei, proponiendo un nacionalismo popular de matices evolucionistas. Con Nishida Kitaro, su pensamiento se dirige más hacia la experiencia.
En esta época surge ya la Escuela Filosófica de Kioto, de la que sale la figura de Tanabe Hajime, que elabora una epistemología científica basada en los postulados de Nishida, Husserl y Hegel y Martin Heidegger. En el plano ético, Watsuji Tetsuro propone un equilibrio entre el existencialismo y la totalidad dentro de un marco general.
Durante reino de emperador Taishō, surge la escuela romántica japonesa (日本浪曼派), de la cual Kobayashi Hideo prioriza la tradición y la armonía a través de la vida simple en la que enmarca la belleza de la naturaleza modernista y la historia medieval japonesa

## Periodo democrático (1945-presente)
Después de la Segunda Guerra Mundial, Yoshimoto Takaaki, filósofo de la izquierda clásica, creció en su vida intelectual con los intercambios con los posmodernistas y con la Escuela de Estudios Japoneses marcando la vuelta a las realidades concretas, coincidiendo con las ideas de Karl Marx y Sigmund Freud dentro del marco japonés y criticando a la sociedad consumista de la actualidad. Además surge el retorno a las ideas espirituales pero sin seguir los antiguos patrones del pasado, definidos por Hasumi Shigehiko, Ueno Chizuko, Karantani Kajin y Yamazaki Masakazu.
En otras vertientes del pensamiento se marca la crítica del yo y los estudios del psicoanálisis, como el de Morita Masatake, Yoshimoto Ishin y Kimura Bin. También se plantea el lugar que Japón ocupa en la Historia en comparación con otras culturas, planteada por Hajime Nakamura. Sobre el marxismo, esta crea sus propias escuelas de interpretación, de las cuales, Hiromatsu Wataru pone a esta doctrina con las tesis originales de sus fundadores y las relaciones del hombre con la naturaleza. Destacan otros autores marxistas como Tosaka Jiun, Kagata Hiroshi, Yanagida Kenjurō y Kawakami Hajime.
En los últimos años se han debatido temas como el lugar del ser, la conciencia y temas diversos de la actualidad, todos en el proceso autobjetivo como el de Itutsu Toshihiko, Omari Shazo, Imomichi Tomanubu, Sakabe Megumi y Nakamura Yujiro, quienes desarrollaron temas de corte ético-ecológico e idealista con matices naturalistas y neotradicionales.